# Ulisse Dini

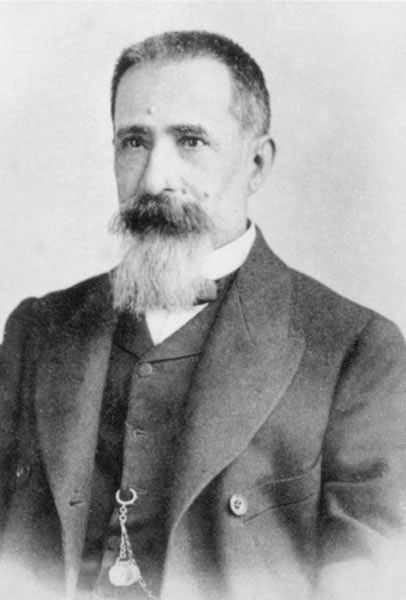
Ulisse Dini

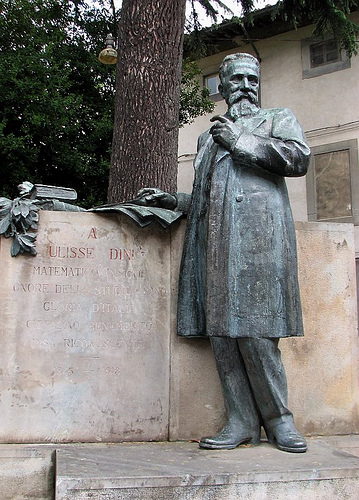
Ulisse Dini

Ulisse Dini (ur. 14 listopada 1845 w Pizie, zm. 28 października 1918 tamże) – włoski matematyk znany za wkład w rozwój analizy, głównie teorii funkcji rzeczywistych.

## Życiorys
Studiował na Scuola Normale Superiore w Pizie. W 1865/1866 był na stypendium w Paryżu studiując pod kierunkiem Charles’a Hermite’a i Józefa Bertranda. W wyniku tego pobytu opublikował 7 artykułów badawczych. W 1866 podjął pracę na uniwersytecie w Pizie.
Dini był także aktywny politycznie, najpierw jako członek Rady Miejskiej w Pizie, później (od 1880) jako poseł i (od 1892) jako senator w parlamencie Włoch. W latach 1888–1890 był rektorem Uniwersytetu w Pizie.